# F・D・C・ウィラード
F・D・C・ウィラード(c. 1968–1982)はチェスターと名付けられたシャム猫のペンネーム。
チェスターはこのペンネームを用い、一度は共著者として、もう一度は単独著者として、科学論文誌において物理学に関する論文を発表した。

## 背景
アメリカの物理学者・数学者のジャック・H・ヘザリングトン（ミシガン州立大学）は、1975年、科学論文誌『フィジカル・レビュー・レターズ』に、低温物理学分野における研究成果を発表しようとしていた。
しかし、レビューのために論文を渡された同僚の一人から、単独著者の論文であるにもかかわらず文中で一人称複数が用いられているため、論文はリジェクトされるであろうとの指摘を受けた。そこでヘザリングトンは、一人称単数へと変更するため論文をタイプライターで打ち直すことに時間を費やしたり、あるいは共著者を招き入れるのではなく、架空の共著者を作り出すことを選択した。

## 発表

F・D・C・ウィラードの"署名"

ヘザリングトンの飼い猫チェスターの父親の名は「ウィラード」と言った。
同僚たちが自分の猫の名前であることに気が付くかもしれないと案じたヘザリングトンは、ペットのギブンネーム（名）にはイニシャルを用いたほうが良かろうと考えた。
アメリカ人の大部分は二つ以上のギブンネームを持っていることを知っていたので、ヘザリングトンは元々の名である「チェスター」に加え、イエネコの学名 "Felis domesticus" に由来する二つのギブンネームを作り、この三つを「F・D・C」と略した。
ジャック・H・ヘザリングトンとF・D・C・ウィラードの共著という形をとった論文 "Two-, Three-, and Four-Atom Exchange Effects in bcc ³He" は『フィジカル・レビュー・レター』誌にアクセプトされ、35号(1975年11月)で発表された。
3年後の1978年、グルノーブルで開かれた第15回低温物理学国際会議において、ヘザリングトンの共著者の正体が明かされた。
ヘザリングトンは友人や同僚に自身の書いた論文の写しを送っていたのだが、そこには共著者の"署名"として猫の足形が載せられていたのである。
後に、F・D・C・ウィラード単著の小論 "L'hélium 3 solide. Un antiferromagnétique nucléaire"が執筆され、1980年9月フランスの著名な科学雑誌『ラ・レシェルシェ』において発表された。これを最後にF・D・C・ウィラードは学術著作の世界から姿を消した。